# Phan Văn Giàu
Phan Văn Giàu (1975) là cựu cầu thủ bóng đá của câu lạc bộ bóng đá Đồng Tâm Long An và là anh trai của tuyển thủ bóng đá quốc gia là Phan Văn Tài Em.

## Các câu lạc bộ đã và đang thi đấu
- Đội bóng đá Long An, Long An (1996-2001)
- Gạch Đồng Tâm Long An (30/11/2000-nay)

## Thành tích
Với Đồng Tâm Long An
- Vô địch Việt Nam 2005 và 2006
- Vô địch Cúp bóng đá Việt Nam 2005
- Vô địch Siêu cúp bóng đá Việt Nam 2006